# فلمينات البوتاسيوم
فلمينات البوتاسيوم هو مركب كيميائي صيغته KCNO، وهو ملح البوتاسيوم لحمض الفلمينيك، ويوجد على شكل صلب، وهو من المواد المتفجرة.

## التحضير
عادة ما يحضر المركب من تفاعل ملغمة البوتاسيوم مع فلمينات الزئبق.

## الخواص
إن من أكثر ما يميز المركب هو خواصه المتفجرة، فهو غير مستقر وذو حساسية مرتفعة للحرارة وللصدمة.

## الاستخدامات
استخدم في السابق في بنادق القدح.